# Nina Di Majo
Nina Di Majo (* 20. August 1975 in Neapel) ist eine italienische Filmregisseurin und Drehbuchautorin.

## Leben
Di Majo schloss in „Lettera e Filosofia“ ab und betreute als Regieassistentin Produktionen beim Theater und auch für das Kino; eine enge Zusammenarbeit bestand mit ihrem neapolitanischen Kollegen Mario Martone. Nach einem Videofilm inszenierte sie den Kurzfilm Era una notte buia e tempestata, der zu einem Fernsehfilm für die RAI 1998 führte. Mit ihrem im gleichen Jahr entstandenen kurzen Spalle al muro gewann Di Majo den „Sacher d'oro“; auch gelegentliche Angebote als Schauspielerin nahm sie wahr.
1999 lobten Kritiker ihr Leinwanddebüt Autunno, dem zwei Jahre später L'inverno folgte. Erst 2010 inszenierte sie wieder für die große Leinwand.
Di Majos lyrischer Stil wird mit dem von Michelangelo Antonioni und Joseph Losey verglichen.